# Rouffiac (Charente-Maritime)
Rouffiac település Franciaországban, Charente-Maritime megyében. Lakosainak száma 503 fő (2022. január 1.). Rouffiac Chérac, Dompierre-sur-Charente, Montils és Saint-Sever-de-Saintonge községekkel határos.

## Népesség
A település népessége az elmúlt években az alábbi módon változott:
| Lakosok száma | 364  | 359  | 352  | 389  | 468  | 452  | 459  | 478  | 494  | 503  |
|               | 1968 | 1982 | 1990 | 2006 | 2013 | 2015 | 2017 | 2019 | 2020 | 2022 |